# M/S Prins Bertil
M/S Prins Bertil var ett passagerarfartyg som byggdes 1959–1960 på Aarhus Flydedok i Danmark åt det då av Bonnierkoncernen nystartade rederiet Lion Ferry i Halmstad för att sättas i trafik som passagerarfärja på den nya  färjelinjen Halmstad–Århus i juni 1960. Fartyget ersattes 1964 av nya M/S Prins Bertil. Den första Prins Bertil tog 872 passagerare samt tio lastbilar eller 90 personbilar.
M/S Prins Bertil ersattes för rutten mellan Halmstad och Århus av den nybyggda M/S Prins Bertil, som var snabbare och tog dubbelt så många lastbilar.
År 1964 var hon utchartrad till Rederi Ab Nordö i Kalmar under namnet Calmar Nyckel. År 1965 köpte Oy Siljavarustamo/Ab Siljarederiet Ab från Åbo i Finland fartyget för trafik Åbo - Mariehamn/Långnäs - Norrtälje, med namnet Holmia. Navigatione Toscana Spa från Livorno i Italien köpte fartyget i januari 1971, döpte det till Flaminia Nuova och lät det trafikera Leghorn - Portoferraio/Gorgona - Capraia - Portoferraio. År 1974 köptes fartyget av italienska Toscana Regionale Marittima Spa i Livorno och döptes till Capo Bianco, varvid det trafikerade Livorno - Gorgona - Capraia - Elba.
År 1992 såldes fartyget till Saudi Navigation Co S.A i Saudiarabien, omdöpt till Dania Marine. 1994 köpte Raneem Nav Co SA från Jeddah i Saudiarabien fartyget och gav det namnet Raneem 1. 1998 fick fartyget namnet Shorouk, men samma år byttes det till Shorouk 1. År 2002 finns det en rapport som säger att fartyget ligger hamnarresterat någonstans utmed Röda havet.